# Экёйан-э-Сен-Жюст-де-Белангар
Экёйа́н-э-Сен-Жюст-де-Беланга́р (фр. Escueillens-et-Saint-Just-de-Bélengard) — коммуна во Франции, находится в регионе Лангедок — Руссильон. Департамент коммуны — Од. Входит в состав кантона Алень. Округ коммуны — Лиму.
Код INSEE коммуны — 11128.

## Население
Население коммуны на 2008 год составляло 182 человека.
| 1962 | 1968 | 1975 | 1982 | 1990 | 1999 | 2008 |
| ---- | ---- | ---- | ---- | ---- | ---- | ---- |
| 274  | 221  | 168  | 158  | 140  | 140  | 182  |

## Экономика
В 2007 году среди 98 человек в трудоспособном возрасте (15—64 лет) 57 были экономически активными, 41 — неактивными (показатель активности — 58,2 %, в 1999 году было 57,1 %). Из 57 активных работали 53 человека (26 мужчин и 27 женщин), безработных было 4 (2 мужчин и 2 женщины). Среди 41 неактивных 7 человек были учащимися или студентами, 20 — пенсионерами, 14 были неактивными по другим причинам.